# Nguyên soái Liên Xô
Nguyên soái Liên bang Xô viết (tiếng Nga: Маршал Советского Союза - Marshal Sovietskogo Soyuza), thường được gọi tắt là Nguyên soái Liên Xô, là quân hàm tướng lĩnh cao cấp bậc nhất của các lực lượng vũ trang Liên Xô. Quân hàm Nguyên soái Liên Xô được đặt ra ngày 22 tháng 9 năm 1935 và là quân hàm cao nhất của Liên Xô cho đến năm 1991.
Trong Hải quân Liên Xô, quân hàm được xem là tương đương quân hàm Nguyên soái Liên Xô là Đô đốc Hải quân Liên Xô. Trong các binh chủng (không quân, pháo binh, thiết giáp, thông tin, công binh), từ năm 1943 đến 1991, có các cấp bậc Nguyên soái binh chủng, được xem là tương đương với cấp Đại tướng. Ngoài ra, cấp bậc Chánh nguyên soái binh chủng (còn gọi là Nguyên soái Tư lệnh binh chủng, Tổng Nguyên soái binh chủng) cao hơn Nguyên soái binh chủng, nhưng vẫn xếp dưới cấp Nguyên soái Liên Xô.
Trong thời gian 1935-1991 có 41 người đã được phong quân hàm này, trong đó 36 người là quân nhân chuyên nghiệp, 4 người là chính khách nắm giữ chức vụ quân sự (Stalin, Beria, Bulganin và Brezhnev), và một người thuộc giới Công nghiệp - Kỹ thuật quân sự là Bộ trưởng Quốc phòng Ustinov.
Với sự tan rã của Liên bang Xô viết vào tháng 12 năm 1991, quân hàm này cũng bị xoá bỏ. Năm 1993, Liên bang Nga đặt ra quân hàm Nguyên soái Liên bang Nga.

## Lịch sử

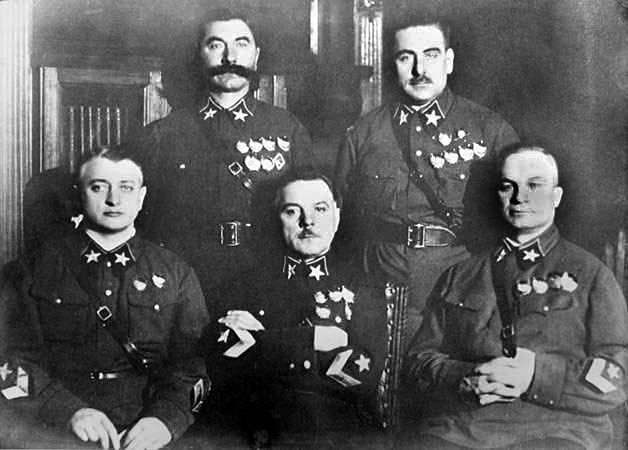
Năm vị nguyên soái đầu tiên: Tukhachevsky, Voroshilov, Yegorov (ngồi), Budyonny và Blyukher (đứng)

Quân hàm Nguyên soái được Hội đồng Dân ủy Xô viết (Sovnarkom) thiết lập ngày 22 tháng 9 năm 1935. Ngày 20 tháng 11, năm quân nhân đầu tiên được phong quân hàm này là Dân ủy Quốc phòng và Cựu chiến binh Kliment Voroshilov, Tổng Tham mưu trưởng Hồng quân Aleksandr Yegorov và ba tướng lĩnh cấp cao, Vasily Blyukher, Semyon Budyonny, Mikhail Tukhachevsky. Sau này ba người trong số đó bị xử tử vào những năm 1937, 1938, đó là Blyukher, Tukhachevsky và Yegorov. Ngày 7 tháng 5 năm 1940, thêm ba tướng lĩnh được phong quân hàm Nguyên soái là Bộ trưởng Dân ủy Quốc phòng Semyon Timoshenko, Tổng Tham mưu trưởng Boris Shaposhnikov và Grigory Kulik.

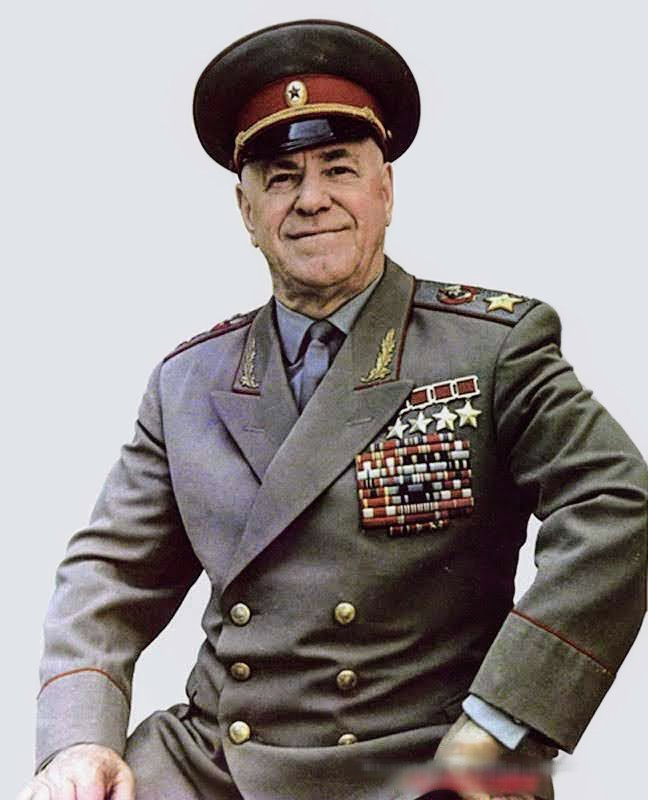
Georgy Zhukov, vị Nguyên soái Liên Xô lừng danh nhất trong Thế chiến thứ hai.

Trong Thế chiến thứ hai, Timoshenko và Budyonny được cho nghỉ, còn Kulik bị giáng chức vì thiếu khả năng chỉ huy, quân hàm Nguyên soái được phong cho một số vị tướng đã thành danh trên chiến trường như Georgy Zhukov, Aleksandr Vasilevsky và Konstantin Rokossovsky. Năm 1943, Stalin cũng tự phong cho mình quân hàm này, năm 1945, người đứng đầu lực lượng an ninh Lavrentiy Beria cũng được phong Nguyên soái, đây là hai trong số bốn vị gọi là "Nguyên soái chính trị" (được phong hàm lúc không phải là quân nhân). Những người còn lại là Nikolai Bulganin, Leonid Brezhnev.
Sau chiến tranh đã có hai Nguyên soái bị kết án tử hình, đó là Kulik năm 1950 (được truy phục Nguyên soái năm 1957) và Beria năm 1953. Nguyên soái Liên Xô cuối cùng là Dmitry Yazov, được phong năm 1990. Ông qua đời vào năm 2020. Cùng với sự sụp đổ của Liên bang Xô viết, quân hàm này bị bãi bỏ. Hiện nay Liên bang Nga có một quân hàm tương đương là Nguyên soái Liên bang Nga. Người duy nhất hiện giữ quân hàm này là cố Bộ trưởng Quốc phòng Nga Igor Sergeyev.

## Phân loại
Các Nguyên soái đã được phong có thể được chia làm bốn nhóm:
1. Những người thành danh trong Cách mạng Tháng Mười. Họ gồm 5 Nguyên soái đầu tiên và những người được phong hàm này gồm: Kliment Voroshilov, Aleksandr Yegorov, Vasily Blyukher, Semyon Budyonny, Mikhail Tukhachevsky. Vào đầu Thế chiến thứ hai thêm 3 nguyên soái được phong gồm: Kulik, Shaposhnikov, Timoshenko.
2. Những người thành danh trong Thế chiến thứ hai và giữ chức vụ quan trọng trong quân đội Liên Xô giai đoạn sau đó. Có thể kể đến các Nguyên soái Zhukov, Vasilevsky, Koniev, Rokossovsky, Malinovsky, Tolbukhin, Meresskov, Chuikov, Sokolovsky...
3. Những người nắm giữ các vị trí quan trọng của các lực lượng vũ trang Xô viết trong Chiến tranh Lạnh. Tất cả họ đều là sĩ quan trong Thế chiến thứ hai, trừ Brezhnev là Chính ủy trong quân đội và Ustinov là Giám đốc nhà máy sản xuất vũ khí, ngay cả Yazov khi kết thúc chiến tranh mới chỉ 20 tuổi và cũng chỉ là một Chỉ huy Trung đội. Những người trong số này là Grechko, Yakubovsky, Kulikov, Ogarkov, Akhromeev và Yazov.
4. Nhóm này gồm các Nguyên soái Tư lệnh các quân/binh chủng. Mặc dù được phong cấp bậc hàm Nguyên soái nhưng quân hàm của họ gắn liền với lĩnh vực chuyên môn như: Nguyên soái pháo binh (Nikolay Nikolayevich Voronov), Nguyên soái xe tăng (Falaleev, Rotmistrov), Nguyên soái không quân (Golovanov, Novikov). Chế độ đãi ngộ đối với người có cấp bậc hàm Nguyên soái Tư lệnh quân/binh chủng cao hơn người có cấp bậc hàm Đại tướng nhưng thấp hơn Nguyên soái của toàn quân.